# Jean Marie Noël Delisle de Falcon de Saint-Geniès
Jean Marie Noël Delisle de Falcon de Saint-Geniès, né le 25 décembre 1776 à Montauban, mort le 26 janvier 1836 à Vernou-sur-Brenne, est un général français de la Révolution et de l’Empire.

## Famille
Les parents, Jean-Jacques Delille de Falcon et Gertrude Pazine (les orthographes varient suivant les documents), "font la comédie" entre Toulouse et Montauban, avec leur fille aînée, Louise, dans une compagnie d'opéra-bouffe.
En 1777, Gertrude rencontre Jean Saint-Geniès, alias Cadet Saint-Geniès, futur officier de la garde nationale, cousin d'un autre Jean Saint-Geniès, alias Aîné Saint-Geniès, futur maire jacobin de Montauban. Ces deux huguenots sont de riches négociants qui spéculent sur le cours des fournitures de la fabrication des textiles. Le garçon s'engage en 1792, peut-être à Toulouse, sous une fausse identité, Jean Saint-Geniès.

## Carrière militaire

### Révolution - Consulat:22echasseurs- Corps des Dromadaires
Il entre en service le 10 août 1792, au camp sous Paris, lorsqu’il est élu caporal par la 1re compagnie de chasseurs à pied de la Haute-Garonne. Le 15 janvier 1793, il est nommé sergent, et son unité est envoyée en Vendée. On le retrouve simple cavalier à l'état-major du 22e régiment de chasseurs à cheval, ex-chasseurs des Pyrénées le 30 novembre 1793.
Le 8 février 1794, il devient brigadier, et le 18 février suivant, adjudant-sous-officier. le 22e chasseurs suit Bonaparte en Italie, et le 24 mars 1796, il passe sous-lieutenant, sur recommandation du général Bertin dont il devient aide-de-camp. Rentré dans le rang après le départ de son mentor, il songe à quitter l'armée pour entrer dans l'affaire de son  parâtre qui le réclame au ministre.
En 1798, le 22e chasseurs participe à la campagne d'Égypte. Le 21 juillet, il est aux Pyramides. Nommé lieutenant le 21 septembre, il reçoit son brevet de capitaine le 8 février 1800. Le 8 mai 1800, il devient aide-de-camp du général Leclerc d'Ostein, et le 23 octobre 1800, aide-de-camp du général Menou. Il est promu chef d'escadron le 21 mars 1801, il commande ce qui reste du corps des dromadaires, et fin juin 1801, il est fait prisonnier par les Anglais. L'année suivante, il est rapatrié avec le corps expéditionnaire.
Commandant à 25 ans, ancien d'Italie, "Vieil Égyptien" et "Dromadaire", ce qui nuira peu à sa carrière, Saint-Geniès est un gaillard de cinq pieds six pouces, "superbe et d'un aspect martial" (Gonneville). Pas un sabreur, un duelliste, ou un chef de bande, mais un officier de troupe, compétent et discipliné, bon tacticien, qui tient ses subordonnés d'une main de fer. Peu commode certainement, mais l'armée d'alors est riche en caractères.

### Consulat - Empire:19edragons
En 1802, il est affecté au 19e régiment de dragons, où il est enregistré sous un prénom d'emprunt, Pierre-Noël, le nom de son beau-père et une fausse date de naissance. En 1803, après une brève campagne du Hanovre, il est nommé major le 29 octobre, et il sert à l'armée des Côtes d'Océan, de 1803 à 1805. Le 4 avril 1804, le major Saint-Geniès est fait chevalier de la légion d'honneur. 
Le 2 décembre 1804, il commande les deux escadrons détachés au Sacre, et fin janvier 1805, il devient chef de corps du 19e régiment de dragons. Il fait la campagne d'Autriche en 1805, et il combat à Echlingen le 14 octobre, et le lendemain il est à la prise d'Ulm. Le 2 décembre il participe à Austerlitz où les dragons chargent à plusieurs reprises. En 1806 et 1807, il fait les campagnes de Prusse et de Pologne, se trouve à Nordhausen le 17 octobre, et à Lubeck le 7 novembre. Le 20 janvier 1807, la belle conduite de Holland vaut au 19e dragons les honneurs du 54e bulletin de la Grande Armée, et le 25 janvier à Morhungen, le 19e dragons est cité dans le 55e Bulletin. 
Il est fait officier de la légion d'honneur le 14 mai 1807, et le 14 juin il se trouve à Friedland, puis à Tilsitt les 8 et 9 juillet.

### Espagne - Portugal:19edragons
Le 21 septembre 1808, il est créé baron de l'Empire. et il est envoyé au Portugal, où son régiment passe la Somosierra sur les talons des chevau-légers polonais. Il participe à la prise de Madrid et à la bataille de La Corogne le 16 janvier 1809. Il se bat à Morentase le 17 février 1809, il passe de Saint-Jacques à Orense (Espagne) puis à Chavès (Portugal). il se bat à Vallatza, et le 12 mai 1809, il combat à Amarante. Le 28 juillet 1809, il sert à Talavera (Espagne). La même année, il reprend ses prénoms de baptême et le nom de son père naturel. Il obtient ensuite par décret l'autorisation d'y ajouter le nom de son beau-père, Pierre-Noël Saint-Geniès devient Jean-Marie Noël Delisle de Falcon de Saint-Geniès. Les aventures péninsulaires des deux Montalbanais ont inspiré, dit-on, un personnage de Sir Arthur Conan Doyle, le brigadier Gérard. 
Il participe aux combats de Peneranda le 1er juin 1810 et d'Alcocer le 10 juillet suivant. Le 13 août 1810, le régiment s'illustre au passage du Tage (bataille d'El Puente Del Arzobispo) qui lui vaut cette appréciation du maréchal Soult: "Le colonel et tout son régiment se sont couverts de gloire: tous ces officiers se sont distingués par leur valeur et leur sang-froid; ils ont prouvé qu'ils étaient consommés dans leur arme". Il combat à Belmonte le 13 décembre 1810, et il est à la prise de la ville espagnole de Cuenca le avril 1811. Il est promu général de brigade le 6 août 1811. 
Désigné par l'empereur au commandement de la 7e brigade de cavalerie légère (11e et 12e régiment de chasseurs), il prend pour aide-de-camp Pierre-Jacques Saint-Geniès. Il laisse au régiment deux neveux, Stanislas et Augustin Senil, fils de sa sœur Louise, qui ont rejoint en Espagne.

### Campagne de Russie:7ebrigadede cavalerie légère
La réserve de cavalerie de Murat pousse sans répit, tandis que l'été russe décime la Grande Armée. Entre les orages et la canicule, la vermine, le typhus, la faim, les eaux polluées, le manque de fourrage, les chevaux, de plus en plus rares, crèvent sous les cavaliers qui tiennent à peine en selle. Le 13 juillet 1812, il est à Drouïa, sur la Dvina occidentale, fleuve guéable à de nombreux emplacements. Le général Sébastiani, commandant la division de cavalerie légère, signale à Montbrun et à Murat plusieurs franchissements ennemis, insistant sur la précarité de sa position. Montbrun refuse des renforts d'infanterie et interdit le repli. 
Le 15 juillet, à 5 heures du matin, le général Jacob Koulnev traverse le fleuve, à la tête de 5 000 fantassins et autant de cavaliers, soutenus par les cosaques qui grouillent du côté français. Les premières victimes de cette attaque soudaine sont les 150 Polonais à bout de forces du 10e hussards. Saint-Geniès aussitôt accouru se met à la tête des 200 hommes épuisés, montés sur des rosses chancelantes, qui restent du 11e régiment de chasseurs. Cheval tué sous lui, il est capturé. Les Russes font cent prisonniers, la plupart blessés. Sébastiani rend compte: "Les généraux Subervie et Saint-Geniès, les colonels du 11e chasseurs et du 10e polonais se sont distingués par leur sang-froid." Un aide-de-camp de Murat fait passer à Saint-Geniès sa voiture, ses domestiques et deux cents louis.
Escorté jusqu'à Moscou dont le gouverneur, comte Rostopchine, l'expose à la curiosité de la foule, Saint-Geniès est envoyé à Saratov sur la Volga, où il partage la captivité d'officiers du 16e chasseurs, du 8e hussards et du 3e chasseurs faits prisonniers comme lui, dont le chef d'escadron Adolphe Marbot et le capitaine Octave de Ségur.

### Louis XVIII - Cent-Jours - Louis XVIII
Rallié aux Bourbons, le général qui réclame en vain ses arriérés de solde, est fait chevalier de Saint-Louis et sur sa demande, commandeur de la Légion d'honneur. Nommé commandant de la place de Maubeuge, il tente de faire valider le grade de général de division promis en Russie par Napoléon.
Pendant les Cent-Jours, il intrigue auprès de Vandamme et de Davout afin de faire confirmer son grade de divisionnaire et d'obtenir un commandement. Finalement, il échoue à Carcassonne, chef d'une brigade de dragons indécis. Mousquetaire noir, Pierre-Jacques Saint-Geniès a suivi le roi à Gand. Augustin Sénil est à Waterloo dans les dragons de la garde. Accusé d'avoir ameuté la place de Maubeuge contre le roi, le général, placé en non-activité et assigné à résidence, contre-attaque avec succès. Entre tant et tant, il fait un mariage très avantageux avec une Juive portugaise, épisode qui, dit-on, inspire à Balzac un personnage, le commandant Benassis. Trois enfants: François-Yvan (1817), Adolphe-Emile (1819) et Jenny (1820). 
Nommé inspecteur général de la cavalerie, il est accusé d'avoir participé à l'enlèvement du duc d'Enghien. La lettre de dénonciation reprend toutes les calomnies qui ont empoisonné la carrière du fils de saltimbanques. Une fois de plus, il réussit à se disculper. En 1818, il est compris comme inspecteur de cavalerie dans le cadre de l'état-major général. L'année suivante, il achète à Vernou-sur-Brenne un manoir du XVIe siècle où il installe sa famille et sa vieille maman. Nommé à Digne commandant d'une subdivision militaire, il fait des pieds et des mains pour revenir en Touraine. En 1821, son épouse meurt à Vernou.
En 1822, il est fait vicomte héréditaire par Louis XVIII apôtre de la réconciliation qui couronne les états de service d'un bon serviteur de l'État. En 1823, il est nommé commandant de la subdivision du Cher. En 1824, commandant de celle de Moulins.

### Charles X - Guerre d'Espagne
En 1823, il participe à l'expédition d'Espagne, où il commande la 1re brigade de la division d'occupation de Cadix en 1827. il est mis en disponibilité en 1828, et il devient inspecteur général de cavalerie des 2e et 3e divisions militaires en 1829. Il est remis en disponibilité en 1830, et il est replacé au cadre d'activité en 1831.

### Louis-Philippe - Les Canuts
Le 10 août 1831 il est nommé commandant du département du Rhône, et il se trouve à Lyon quand éclate la révolte des Canuts. Blessé à la jambe le 23 novembre, il est évacué. Avec le commandant de la place, ce sont les deux seuls blessés de ce jour-là. le 2 décembre 1831, il est fait grand officier de la légion d'honneur et le même jour, la répression commence.
Le 31 octobre 1832, il est nommé à la tête d'une brigade de cavalerie et du département de la Haute-Saône. le 6 novembre suivant il prend le commandement de la 2e brigade de cavalerie légère à Verdun: "Le général Saint-Geniès était constamment au milieu de ses chasseurs; et il s'occupait de sa brigade comme le meilleur colonel aurait pu faire de son régiment."
Il est remis en disponibilité, et il reprend une dernière fois du service, comme commandant militaire du département de l'Oise. Il est élevé au grade de lieutenant-général le 31 décembre 1835.

## Mort de Saint-Geniès
Malade, Saint-Geniès se retire à Vernou-sur-Brenne où il meurt le 26 janvier 1836. Le décès est déclaré en mairie par le général Pierre-Jacques baron de Saint-Geniès. Un détachement fourni par la garnison de Tours rend les honneurs.

## Sépulture
La tombe du général est creusée dans le cimetière de Vernou, au lieu-dit La Croix-Buisée. Un terrain est concédé à perpétuité au "Sieur de Saint-Geniès". Le fond de la vallée de la Brenne est souvent inondé. En 1874, le cimetière est transféré au sommet d'un coteau. En 2006, il ne subsiste de la tombe qu'une pierre plate, surélevée sur trois blocs de pierre de trente centimètres de haut. L'ensemble, de guingois, est entouré d'une balustrade de fer forgé rouillé. L'inscription est effacée. On devine plus qu'on ne lit: "Ici repose... Lieutenant-Général..." Le reste, trois lignes, est indéchiffrable...

## Distinctions
- Baron d'Empire
- Chevalier de l’ordre de Saint-Louis
- Vicomte héréditaire sous la Restauration
- Chevalier de l’ordre de Saint-Ferdinand d’Espagne
- Grand officier de la Légion d'honneur
- Il fait partie des 660 personnalités dont le nom est gravé sous l'arc de triomphe de l'Étoile. On le trouve sur la face Sud, 22e colonne (l’Arc indique ST GENIÉS).

## Descendance
Le dernier vicomte de Saint-Geniès est mort sans postérité. Cependant, les deux filles d'Adolphe-Emile de L'Isle de Falcon de Saint-Geniès ont une nombreuse descendance de nos jours.
Le dernier baron de Saint-Geniès a été tué en 1944. 
- François-Yvan de L'Isle de Falcon de Saint-Geniès (1817-1860) : saint-cyrien (promotion "De l'Obélisque"), directeur de La Psyché.
- Adolphe-Emile de L'Isle de Falcon de Saint-Geniès (1819-1889) :  propriétaire, officier de la garde nationale, officier de la légion d'honneur et agent bonapartiste.
- Jenny de L'Isle de Falcon de Saint-Geniès (1820-1869) qui épouse Ernst, fils de Pierre-Jacques baron de Saint-Geniès.
- Richard de L'Isle de Falcon de Saint-Geniès (1849-1916) : saint-cyrien (promotion "De Suez"), officier de cavalerie, palmes académiques, parolier, journaliste et écrivain sous le pseudonyme de Richard O'Monroy, auteur de nouvelles fort appréciées à la Belle Époque, ami de Courteline
- Jehan de L'Isle de Falcon de Saint-Geniès (1888-1971) :  auteur des Cartes divinatoires provençales ; en littérature et en occultisme : "Marquis de Saint-Geniès".
- Gonzague de Saint-Geniès (1917-1944) : croix de guerre, mentioned in despatches, chef du circuit DIRECTOR du Special Operations Executive, tué en service commandé à Dole (Jura).

## Sources
- Service Historique de la Défense
- Archives de la Ville de Paris
- Archives de la Préfecture de police de Paris
- Archives départementales de Tarn-et-Garonne
- Archives Nationales
- Archives municipales de Vernou-sur-Brenne
- « Cote LH/714/24 », base Léonore, ministère français de la Culture
- Bulletin des lois de l'Empire français, tome 12, imprimerie Impériale, 1810
- Biographie du Tarn-et-Garonne, première série, imprimerie Forestier Neveu, 1860